# Риндзак Михайло Йосифович
Миха́йло Йо́сифович Риндза́к (нар. 6 вересня 1947, м. Болехів Івано-Франківської області — 23 грудня 2022, Львів) — український театральний художник, народний художник України (2010), лауреат Премії ім. А. Ф. Шекери у галузі хореографічного мистецтва (2015).

## Життєпис
Михайло Риндзак народився 1947 року в Болехові Івано-Франківської області в багатодітній родині родині мельника. Мав чотирьох братів і сестру. У ранньому віці втратив матір, але її замінила мачуха, яка любила дітей і виховувала їх навіть після смерті батька.
З 1969 — художник Львівського театру опери та балету ім. С. Крушельницької, в якому створив сценографію до 20 вистав.
1979 — закінчив Львівський інститут прикладного та декоративного мистецтва.
1996 на сцені Національної опери України в Києві здійснив сценографію до опери Д. Верді «Аїда».
Помер 23 грудня 2022 року у 75-річному віці.

## Сценографії
- «Лілея» К. Данькевича
- «Баядерка» Л. Мінкуса (1997)
- «Богема» Дж. Пуччіні (1996)
- «Дон Кіхот» Л. Мінкуса (2008)
- «Корсар» А.Адана (2012)
- «Аїда» Дж. Верді
- «Наталка Полтавка» М. Лисенка
- «Ярослав Мудрий» Г. Майбороди
- «Лебедине озеро» П. Чайковського

## Родина
Брат Тадей — народний художник України (2002), лауреат Премії ім. А. Ф. Шекери у галузі хореографічного мистецтва.